# Abenteuer mit Micky & Donald
Abenteuer mit Micky & Donald (Originaltitel: The Adventures Of Mickey And Donald) ist eine US-amerikanische Zeichentrickserie aus dem Jahr 1993. 

## Handlung
Die Serie dreht sich um die Abenteuer von Micky Maus, Donald Duck, Goofy und Pluto. Neben extra produzierten Geschichten wurden auch Original-Geschichten aus den 1920er- bis 1940er-Jahren gezeigt.

## Produktion und Ausstrahlung
Die Serie wurde 1993 in den Vereinigten Staaten produziert. Dabei sind 52 Folgen entstanden, die jeweils 3 Kurzgeschichten erzählen.
Die deutsche Erstausstrahlung fand am 28. April 1995 auf Super RTL statt.

## Episodenliste
| Nr. | deutscher Titel                                                                    | englischer Titel                                                          |
| 1   | Der herzlose Retter / Der Windewurm / Der Olympiasieger                            | Lend A Paw / The Worm Turns / The Olympic Champ                           |
| 2   | Pluto als Fluglehrer / Mickys Känguru / Pluto und die Milchdiebe                   | Pluto’s Fledgling / Mickey’s Kangaroo / Puss-Cafe                         |
| 3   | Drei kleine Waisenkätzchen / Herr Maus auf großer Fahrt / Der Löwe ist los         | Three Orphan Kittens / Mr. Mouse Takes A Trip / Social Lion               |
| 4   | Pluto, der Casanova / Pluto, der Zeitungshund / Der kleine Wirbelwind              | Canine Casanova / A Gentleman’s Gentleman / The Little Whirlwind          |
| 5   | Donalds Dilemma / Die Legende vom Kojoten-Felsen / Haken, Löwen und Petri Heil     | Donald’s Dilemma / The Legend Of Coyote Rock / Hook, Lion And Sinker      |
| 6   | Vorsicht, Löwe! / Die drei kleinen Schweinchen / Micky in Australien               | Lion Around / Three Little Pigs / Mickey Down Under                       |
| 7   | Mickys Wohnwagen / Ungebetene Gäste / Das swingende Ballhaus                       | Mickey’s Trailer / Tea For Twohundred / Woodland Café                     |
| 8   | Erziehung leicht gemacht / Wie man einen Arbeitsunfall hat / Wer schoss auf Robin? | Spare The Rod / How To Have An Accident At Work / Who Killed Cock Robin   |
| 9   | Bärenmüde / Micky, der Zauberer / Toby Schildkröt schlägt sie alle                 | Bearly Asleep / Magician Mickey / Toby Tortoise Returns                   |
| 10  | Plutopie / Das fliegende Eichhörnchen / Plutos Traumhaus                           | Plutopia / The Flying Squirrel / Pluto’s Dream House                      |
| 11  | Donalds Apfelkern / Der große böse Wolf / Mickys Landkonzert                       | Donald Applecore / The Big Bad Wolf / The Barnyard Concert                |
| 12  | Kurzbesuch bei Onkel Donald / Donald, der Page / Mickys Revue                      | Donald’s Nephews / Bellboy Donald / Mickey’s Revue                        |
| 13  | Der Bienenwächter / Der Honigdieb / Die Heuschrecke und die Ameisen                | Bee On Guard / Beezy Bear / The Grasshopper And The Ants                  |
| 14  | Donalds Ferien / Donald und die Schulschwänzer / Pluto auf heißer Fährte           | Donald’s Vacation / Truant Officer Donald / The Purloined Pup             |
| 15  | Der Leuchtturmwärter / Micky im Wilden Westen / Wie man einen Hausunfall hat       | Lighthouse Keeping / Two-Gun Mickey / How To Have An Accident In The Home |
| 16  | Rendezvous zu dritt / Donalds Cousin Gustav / Der freche Kanarienvogel             | Two Chips And A Miss / Donald’s Cousin Gus / The Wayward Canary           |
| 17  | Donald und die Eicheldiebe / Das hässliche Entlein / Picknick mit Kindern          | Winter Storage / The Ugly Duckling / Orphans Picnic                       |
| 18  | Donalds freier Tag / Pluto, der Rettungshund / Goofys Schwimmschule                | Donald’s Off Day / Rescue Dog / How To Swim                               |
| 19  | Donalds Goldmine / Micky, der Schiffbrüchige / Donald, der Hypnotiseur             | Donald’s Gold Mine / The Castaway / The Eyes Have It                      |
| 20  | Donalds Notquartier / Die Sträflingskolonne / Der Rattenfänger von Hameln          | Wide Open Spaces / The Chain Gang / The Pied Piper                        |
| 21  | Pech für Donald / Jahrmarktfreuden / Im Land der Riesen                            | Dude Duck / A Good Time For A Dime / Giant Land                           |
| 22  | Zwei Wochen Ferien / Die Wunder der Technik / Picknick im Grünen                   | Two Weeks Vacation / Modern Inventions / The Picnic                       |
| 23  | Donald und die Riesentanne / Die Uhrenreinigung / Micky mäht den Garten            | Old Sequoia / Clock Cleaners / Mickey Cuts Up                             |
| 24  | Donald und der Pinguin / Rauchen verboten / Die Geschichte vom kleinen Haus        | Donald’s Penguin / No Smoking / The Little House                          |
| 25  | Donald vor Gericht / Alles für die Nuss / Der eingebildete Hahn                    | The Trial Of Donald Duck / Working For Peanuts / Cock O’ The Walk         |
| 26  | Donalds Tagebuch / Der Zauberhund / Donald, der Caballero                          | Donald’s Diary / The Wonder Dog / Don Donald                              |
| 27  | Lehrer sind auch nur Menschen / Sie sind unterwegs / Umzugstag                     | Teachers Are People / They’re Off / Moving Day                            |
| 28  | Frühling für Pluto / Ein Knochen für zwei / Donald am Titicacasee                  | Springtime For Pluto / T-Bone For Two / Lake Titicaca                     |
| 29  | Donald im Glück / Goofys Löwenjagd / Der Raub der Frühlingsgöttin                  | Lucky Number / Father’s Lion / Goddess Of Spring                          |
| 30  | Donald auf Prominentenjagd / Chips Ahoi / Westwärts im Eiltempo                    | Autograph Hound / Chips Ahoy / California Er Brust                        |
| 31  | Der tolle Hund / Jeder Cowboy hat ein Pferd / Die Kuchenkönigin                    | The Mad Dog / A Cowboy Needs A Horse / Cookie Carnival                    |
| 32  | Der Dribbel-Champion / Schlafstörungen / Die Kaugummibiene                         | Double Dribble / Early To Bed / Bubble Bee                                |
| 33  | Das Bärenparadies / Goofys Gleitflugzeug / Pluto und das Gürteltier                | Grin And Bear It / Goofy’s Glider / Pluto And The Armadillo               |
| 34  | Ferien auf Hawaii / Spaßvogel des Dschungels / Der Honigsammler                    | Hawaiian Holiday / Clown Of The Jungle / Honey Harvester                  |
| 35  | Heißer Kampf auf kaltem Eis / Volle Taschen / Goofys Fotos                         | Hockey Homicide / In The Bag / Hold That Pose                             |
| 36  | Goofy baut sich ein Haus / Der Eishockey-Champion / Mickys Autowerkstatt           | Home Made Home / Hockey Champ / Mickey’s Service Station                  |
| 37  | Der Vagabund-Käfer / Die fliegende Maus / Wie arbeitet ein Detektiv?               | Bootle Beetle / The Flying Mouse / How To Be A Detective                  |
| 38  | Mickys Platzkonzert / Eine ganz üble Jagd / Die Fuchsjagd                          | Band Concert / Foul Hunting / The Fox Hunt                                |
| 39  | Wie man spielend reich wird / Pluto und der Maulwurf / Die glückliche Hand         | Get Rich Quick / Pluto And The Gopher / The Golden Touch                  |
| 40  | Pluto Junior / Schweinchen Schlau / Campingfreuden                                 | Pluto Junior / The Practical Pig / Camping Out                            |
| 41  | Die Entenjagd / Der galoppierende Gaucho / Vorschrift ist Vorschrift               | The Duck Hunt / Gallopin Gaucho / Pigs Is Pigs                            |
| 42  | Die Musikstunde / In gefährlicher Lage / Plutos Einkauf                            | Toot, Whistle, Plunk And Boom / Out On A Limb / Pluto’s Purchase          |
| 43  | Donald auf Bärenjagd / Die Kindervorstellung / Frühstück mit Hindernissen          | Rugged Bear / Orphan’s Benefit / Three For Breakfast                      |
| 44  | Donald, der Bruchpilot / Donald, Geister und Gespenster / Donald auf großer Fahrt  | Test Pilot Donald / Trick Or Treat / Sea Scouts                           |
| 45  | Der Freizeitkapitän / Der Schäferhund / Ungebetene Weihnachtsgäste                 | Aquamania / Sheep Dog / Toy Tinkers                                       |
| 46  | Ferdinand, der Stier / In Seenot / Badetag                                         | Ferdinand The Bull / No Sail / Bath Day                                   |
| 47  | Picknick am Strand / Die Spinne und die Fliege / Pluto, die Spürnase               | Beach Picnic / The Spider And The Fly / R’coon Dawg                       |
| 48  | Donald und die Riesennuss / Die einfachen Dinge / Donalds gutes Ich                | All In A Nutshell / The Simple Things / Donald’s Better Self              |
| 49  | Die Strandbiene / Der Vorratsschrankpirat / Mickys Alptraum                        | Bee At The Beach / Pantry Pirate / Mickey’s Nightmare                     |
| 50  | König Neptun / Tanz in der Scheune / Donalds Verbrechen                            | King Neptune / The Barn Dance / Donald’s Crime                            |
| 51  | Goofys Gymnastik / Der Vetter vom Land / Löwenkampf                                | Goofy Gymnastics / The Country Cousin / Lion Down                         |
| 52  | Wie man richtig schläft / Pluto, der Jagdhund / Pluto, der Fensterputzer           | How To Sleep / The Pointer / Window Cleaners                              |